# Shirley Stelfox
Shirley Stelfox (Cheshire, 11 de abril de 1941 — Yorkshire Dales, 7 de diciembre de 2015), fue una actriz británica.
Se formó en la Real Academia de Arte Dramático. Stelfox debutó con un pequeño papel en la Encrucijada de la serie televisiva de 1960. Fue conocida como Edna Abedul en la telenovela británica Granja Emmerdale.
Contrajo matrimonio Keith Edmundson desde 1962 al 1965 y Don Henderson desde 1979 al 1977. Fue madre de tres hijos Helena Edmundson, Helen Hederson y John James Henderson.
Falleció el 7 de diciembre de 2015 a los 74 años, cáncer en su casa en Yorkshire Dales.

## Filmografía
- 1968, 	Corrupción 	Girl at Party
- 1971, 	Nearest and Dearest 	Clara Wilson
- 1971, 	Carry On at Your Convenience 	Bunny Girl Waitress
- 1972, 	Budgie 	The Barmaid
- 1972, 	Nearest and Dearest 	Det. Constable Gloria Simpkins
- 1973, 	Pathfinders 	Grete
- 1973, 	Crown Court 	Mrs. Catherine Barnes
- 1981, 	Play for Today 	Mrs. Smith
- 1981, 	Chinese Detective 	Arlene
- 1984, 	1984 	Whore
- 1984, 	Bergerac 	Pam Lewis
- 1984, 	Bootle Saddles 	Rita Henderson
- 1986–1987, 	Brookside 	Madge Richmond (serie de televisión)
- 1987, 	Knights of God Beth Edwards
- 1987, 	Personal Services 	Shirley
- 1988, 	Inspector Morse Mrs. Kane
- 1989–1991, 	Making Out 	Carol May
- 1990, 	Manteniendo las apariencias 	Rose
- 1992, 	Heartbeat 	Mrs. Parkin
- 1993–1994, 	Three Seven Eleven 	Julie Clegg
- 1994–1997, 	Common As Muck 	Jean
- 1995, 	Harry's Mad 	Mrs. Turtle
- 1999, 	Policía de barrio 	Mrs Fowler
- 1999–2000, 	Lucy Sullivan Is Getting Married 	Mrs. Nolan
- 2000–2015, 	Granja Emmerdale 	Edna Birch